# Tickton
 (septembre 2023).
Tickton est une paroisse civile et un village du Yorkshire de l'Est, en Angleterre.